# Битка при Меделин
Битката при Меделин е сражение на 19 ноември 1809 г., по време на Полуостровната война, между френските сили на Клод Виктор и по-малобройната испанска армия на Грегорио де ла Куеста. Битката завършва с победа на французите и бележи първият им мащабен опит за окупиране на Южна Испания, завършил по-късно през 1809 г. успешно с битката при Оканя.
Испанците преживяват най-голямото си поражение във войната. Испанската армия от 51 000 души губи близо 19 хиляди убити, ранени, пленени и дезертирали, а французите побеждават най-вече поради умелото използване на кавалерията си.